# Pierre de la Broce

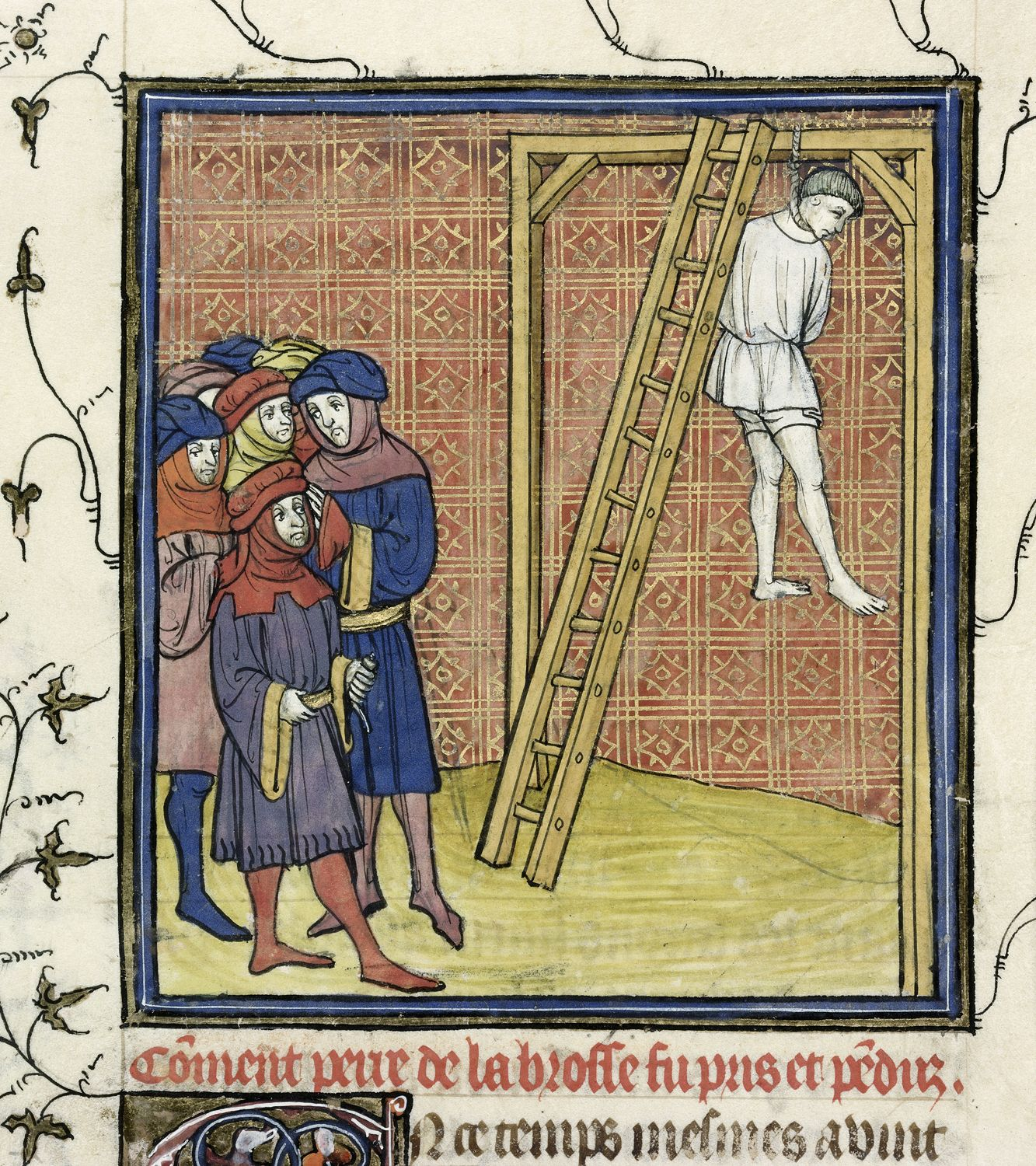
Pierre de la Broce aan de galg

Pierre de la Broce of Pierre de la Brosse (ca. 1230 – 30 juni 1278) was de grote kamerheer en vertrouweling van koning Filips III van Frankrijk. Hij kwam in conflict met de hoge adel en stierf aan de galg.

## Levensloop
La Broce kwam uit Touraine en was van lage adel. Door zijn kunde als chirurgijn kwam hij in de hofhouding van Lodewijk IX terecht. Hij bracht het in 1266 tot kamerheer en nam in 1270 deel aan de kruistocht naar Tunis. 
Onder de volgende koning Filips III, die later dat jaar aantrad, was La Broce groot kamerheer. Hij genoot nog meer het vertrouwen van de vorst en was een man om rekening mee te houden in het verwerven van koninklijke renten en lenen. Ook zijn eigen vermogen groeide aanzienlijk dankzij de gunst van Filips III. In de ogen van de hoge adel ging hij zich te buiten aan nepotisme en zakkenvullerij.
De vijanden van La Broce schaarden zich in 1274 rond de nieuwe koningin Maria van Brabant, die de tweede vrouw was van Filips III. De intriges tussen de twee kampen kwamen in 1276 tot uitbarsting in moeilijk op te helderen omstandigheden. Louis, de kroonprins uit Filips' eerste huwelijk met Isabella van Aragón, stierf plots op tienjarige leeftijd. Mogelijk was hij vergiftigd door de vijanden van La Broce, die erop belust zouden zijn geweest om de dood voor te stellen als goddelijke vergelding voor de (vermeende) homoseksuele relaties tussen koning en kamerheer. Om dit verhaal kracht bij te zetten zouden ze de Loonse zieneres Elisabeth van Spalbeek hebben benaderd, die de dood had voorspeld. Omgekeerd liet La Broce het gerucht verspreiden dat de koningin en haar omgeving een gifmoord hadden gepleegd om haar eigen kinderen op de troon te krijgen (behalve Louis overleed ook Robert in 1276, maar de koning had nog twee zonen uit het eerste bed).
Een onderzoek naar Elisabeth van Spalbeek moest duidelijkheid scheppen, maar ze legde wisselende verklaringen af. Vier keer werd ze ondervraagd, en uiteindelijk was La Broce de dupe. Hij werd in januari 1278 aangehouden in Vincennes en ver van de koning opgesloten in Janville. Op 30 juni werd hij zonder proces opgehangen in Parijs.
Dante achtte hem in De goddelijke komedie onschuldig. Hij plaatste hem in de louteringsberg en schreef dat koningin Maria – die toen nog leefde – goed voor hem moest zorgen als zij niet naar de hel wilde gaan.